# Byszewo-Wygoda
Byszewo-Wygoda – wieś sołecka w Polsce położona w województwie mazowieckim, w powiecie makowskim, w gminie Karniewo.
Ziemie należące obecnie do wsi Byszewo-Wygoda do 1869 r. były własnością folwarku Byszewo.
Zanim ukształtowała się obecna nazwa miejscowości, tereny te nazywano różnie, w zależności od okresu np: Wygoda Zawadzka, Stara Wygoda, Osada Rządowa Wygoda, Wygoda Byszewska, Wygoda Karniewska. Na początku XIX wieku zamieszkiwały tu nieliczni mieszkańcy.
Większa grupa ludności osiedliła się w tym miejscu w wyniku parcelacji majątku Byszewo. Mieszkańcy tej wsi, a także innych miejscowości otrzymali ziemie należące do folwarku Byszewo w 1869 r. na podstawie postanowienia Komisji od Spraw Włościańskich Powiatu Makowskiego z 5 listopada 1869 r., zawiera ono 20 nazwisk, którym przydzielono ziemie w tej lokalizacji.
Rok 1893 był kolejnym rokiem, w którym osiedliła się w tym miejscu większa liczba ludności w wyniku dalszego podziału gruntów należących do folwarku Byszewo
W latach 1975–1998 miejscowość administracyjnie należała do województwa ciechanowskiego.